# Beriev Be-10
Beriev Be-10 (Nato-rapporteringsnamn: Mallow) var ett sovjetiskt amfibieflygplan konstruerat av Beriev, som hade 2 jetmotorer. Det utprovades 1961-68 vid två flygdivisioner baserade vid Svarta havet, men antogs aldrig. Alla skrotades när det upptäcktes att konstruktionen led av metallutmattning och korrosion.